# Edwin Hubble
Edwin Powell Hubble (Marshfield, Missouri, 1889. november 20. – San Marino, Kalifornia, 1953. szeptember 28.) amerikai csillagász, aki felfedezte, hogy a galaxisok nem a Tejútrendszer részei, valamint felfedezte a kozmikus vöröseltolódást. Az elsők között érvelt amellett, hogy a távoli galaxisok vöröseltolódását a világegyetem tágulása okozza. A modern idők egyik vezető csillagásza volt, és ő rakta le a fizikai kozmológia alapjait. Róla nevezték el a Hubble űrtávcsövet.

## Élete
1889-ben született Missouriban John és Jennie Hubble gyermekeként. Szülei egymásra találása igazi kalandnak mondható, hiszen Johnt, akit gazdálkodás közben súlyos sérülés ért, Jennie, a helyi orvos leánya ápolta. John olyan súlyosan megsérült, hogy a lány azt mondta: „soha többé nem kívántam látni John Hubble-t”. Ennek ellenére a férfi felépülése után egymásba szerettek, majd 1884-ben össze is házasodtak.
Edwin gyermekkora összességében boldog, és kiegyensúlyozott volt, egy megrázó incidenstől eltekintve. Hétéves volt, amikor neki és bátyjának, Billnek elegük lett kishúgukból, Virginiából, és hogy megríkassák, szándékosan ráléptek az ujjaira. A kislány pár nap múlva meghalt egy betegségben. Edwin önmagát vádolta, jóllehet a kislány betegsége és a tettük között semmilyen párhuzam nem vonható. Ahogyan egyik testvére visszaemlékezik az esetre: „Edwinen kitört az elmebaj, és ha nem lettek volna annyira megértő és intelligens szülei, ez a paranoia egy újabb tragédiát okozhatott volna a családban”.
Edwin nagyon jó kapcsolatban állt nagyapjával, Martin Hubble-lal. Ő ismertette meg a kis Hubble-lal a csillagászat szépségeit, miután távcsövet épített neki a nyolcadik születésnapjára. Edwint olyannyira magával ragadták a csillagok és bolygók látványa, hogy középiskolás korában még egy cikket is írt a Marsról, ami meg is jelent a helyi lapban. Harriet Grote-nak, Edwin tanárnőjének is feltűnt a fiú rohamosan növekvő csillagászati érdeklődése, így beszélt róla: Edwin Hubble lesz nemzedéke egyik legragyogóbb eszű férfija. 
Hubble a Wheaton College-ban folytatta tanulmányait, abban a reményben, hogy ösztöndíjat kap egy híres egyetemre. Az álma be is teljesült, ösztöndíjat kapott a Chicagói Egyetemre. Chicagóban Hubble minden idejét a csillagászatnak szerette volna szentelni, édesapja azonban arra kényszerítette, hogy jogi tanulmányokat folytasson, mert úgy vélte ez fog a fiának biztos megélhetést biztosítani. Edwin úgy küszöbölte ki a saját, és édesapja pragmatikus gondolkodása között feszülő ellentétet, hogy jogra iratkozott be, de e mellett rengeteg fizika előadást is hallgatott, amelyekből le is vizsgázott. Az egyetem fizika tanszékét az az Albert Michelson vezette, aki 1907-ben a legelső fizikai Nobel-díjat szerezte meg az Egyesült Államoknak. A második amerikai fizikai Nobel-díjas, Robert Millikan is ezen az egyetemen tanított, aki ráadásul részmunkaidős laboratóriumi asszisztensként alkalmazta Hubble-t, amikor az még csak alsó éves hallgató volt. Millikan később segített Hubble-nak, abban, hogy megkapja a Rhodes-ösztöndíjat az Oxfordi Egyetemre.
A Rhodes-ösztöndíjakat 1903-ban a Brit Birodalom elkötelezett hívének, az egy évvel korábban elhunyt Cecil Rhodesnak a vagyonából alapították és finanszírozták. Az ösztöndíjakat erős jellemű és magas intellektusú fiatal amerikaiak kaphatták meg. Millikan ajánlásának köszönhetően Hubble be is zsebelte a 32 ösztöndíj egyikét. Sajnos apja nyomására az Oxfordon is jogot kellett, hogy tanuljon. Az Oxfordban töltött két év alatt Hubble teljesen anglomán lett, az öltözködéstől a brit akcentusig mindent átvett. Angliai éveinek hirtelen lett vége, amikor édesapja súlyosan megbetegedett és 1913. január 19-én meghalt. Kénytelen volt visszatérni az Államokba, hogy támogassa családját. Középiskolai tanárként kezdett el dolgozni, és még jogászi megbízásokat is kapott. Másfél év alatt sikerült a családját egyenesbe hoznia, s így, hogy édesapja nem hátráltatta tovább, végre csillagász lehet belőle. A csillagászat olyasmi, mint a lelkészi pálya - mondta egy alkalommal. Elhivatottság nélkül senki nem választhatja. Én kaptam egy félreérthetetlen hívást, és tudtam, hogy nekem egyedül a csillagászat fontos, még ha másod- vagy harmadrangú csillagász lesz is belőlem.
Hubble nekilátott, hogy elinduljon a professzionális csillagászat felé vezető úton. Sikerült elhelyezkednie a Yerkes Csillagvizsgálóban. Az igazán nagy felfedezésekhez viszont kutatói állásra volt szüksége egy korszerűbb csillagvizsgálóban. Így került a képbe a Wilson-hegyi Obszervatórium, ami már rendelkezett egy 60 hüvelykes (152,4 cm-es) teleszkóppal, és már majdnem kész volt a 100 hüvelykes (254 cm-es) óriásteleszkóp is. Ez a kaliforniai obszervatórium már értesült Hubble kimagasló tehetségéről, így 1916 novemberében állást ajánlottak az ifjú Hubble-nek. A kinevezése azonban elhúzodott, hiszen az Egyesült Államok belépett az első világháborúba, és Hubble úgy érezte, tartozik Nagy-Britanniának annyival, hogy segítsen védelmezni azt. Ahhoz, hogy éles helyzetben bevessék, már túl későn érkezett Európába, de így is négy hónapot állomásozott a megszálló hadsereg tagjaként Németországban. Mielőtt azonban visszatért volna az Államokba, egy hosszabb körutazást tett Angliában, így csak 1919 őszén tért vissza a Wilson-hegyi Obszervatóriumba. Bár még újdonsült csillagásznak számított, hamar az obszervatórium feltűnő figurája lett. Nézeteltérése volt Harlow Shapley-vel, aki az egyetlen galaxis elméletét hangoztatta, míg Hubble úgy vélte, rengeteg önálló galaxis létezik még a Tejútrendszeren kívül. Az állandó összekoccanások csak akkor értek véget közöttük, amikor Shapley 1921-ben elhagyta a Wilson-hegyet, hogy átvegye a Harvard Obszervatórium igazgatói posztját.

## Felfedezései

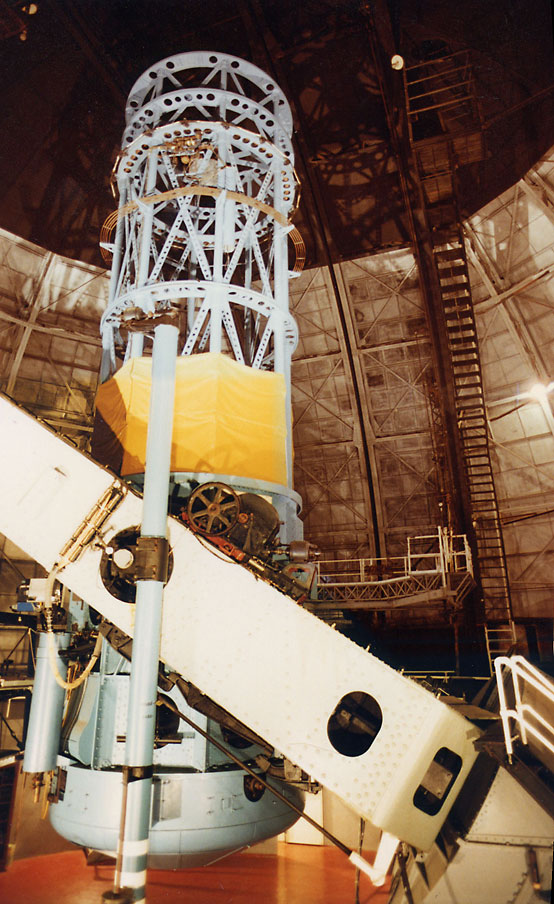
A 2,5 m (100 inch) átmérőjű Hooker-távcső a Wilson-hegyi Obszervatóriumban a kaliforniai Los Angeles közelében. Ezzel a távcsővel mérte meg Edwin Hubble a galaxisok vöröseltolódását, és fedezte fel, hogy az Univerzum tágul. A fényképezés idején a távcső éppen használaton kívül volt. 1992-ben adaptív optikával szerelték fel, és azóta ismét használatban van.

### Léteznek galaxisok a Tejútrendszeren kívül
Hubble megérkezése a Wilson-hegyi Obszervatóriumhoz 1919-ben nagyjából egybe esett a 100 hüvelykes Hooker Teleszkóp építésének a befejezésével. Ez volt akkor a világ legerősebb teleszkópja. Hubble 1923-1924-es megfigyelései a Hooker Teleszkóppal minden kétséget kizáróan megerősítették, hogy a korábban megfigyelt elmosódott ködfoltok nem részei a galaxisunknak, hanem saját maguk is Tejútrendszeren kívüli galaxisokat alkotnak. A felfedezést 1924. december 30-án közölte. Hubble osztályozta a galaxisokat tartalmuk, távolságuk, méretük és fényességük szerint.

### Az univerzum tágul
Hubble-t gyakran hibásan a galaxisok vöröseltolódása felfedezőjének tekintik. Ezeknek a méréseknek a jelentőségét már 1917 előtt felismerte James Edward Keeler (Lick & Allegheny), Vesto Melvin Slipher (Lowell) és William Wallace Campbell (Lick) más obszervatóriumoknál. Saját távolságméréseiket Sliper vöröseltolódás méréseivel összevetve, Hubble és Milton Humason arányosságot fedezett fel az objektumok távolsága és vöröseltolódása között. 46 galaxist tanulmányozva a Hubble-Humason állandónak 500 km/s/Mpc értéket kapták, amely a távolsági beosztásuk hibája miatt sokkal nagyobb a ma elfogadott értéknél. Ilyen hibák a távolság meghatározásában tovább kísérték a csillagászokat. 1929-ben Hubble és Humason megfogalmazta a galaxisok empirikus vöröseltolódás-távolság összefüggését, amelyet ma egyszerűen csak Hubble-törvénynek nevezünk. Ha a vöröseltolódást a távolodási sebesség következményének tekintjük, akkor a Hubble-törvény az általános relativitáselméletéből levezethető homogén, izotróp és táguló de Sitter-univerzum egyik következménye. Bár a táguló univerzum alapját szolgáló fogalmakat már korábban megértették, Hubble és Humason bejelentése vezetett a szélesebb körű elismeréshez. A törvény leírja, hogy minél nagyobb a távolság két galaxis között, annál nagyobb a relatív távolodási sebesség közöttük.
Ez a felfedezés vezetett később az ősrobbanás elméletének kidolgozásához George Gamow és Fred Hoyle által. Az ősrobbanás és a kozmológiai alapelv együtt magába foglalja, hogy a tér az általános relativitás Friedmann–Lemaître-modelljének megfelelően tágul.
Korábban, 1917-ben Albert Einstein azt találta, hogy az újonnan kidolgozott általános relativitáselmélet szerint az univerzum vagy tágul, vagy összehúzódik, de nem lehet nyugalomban. Einstein képtelen volt hinni saját számításaiban, ezért bevezetett egyenleteibe egy ún. kozmológiai állandót, hogy kikerülje ezt a problémát. Mikor meghallotta Hubble felfedezését, azt mondta: az egyenletek megváltoztatása volt „életem legnagyobb melléfogása”.

### Más felfedezések
Hubble 1935. augusztus 30-án fedezte fel az 1373 Cincinnati kisbolygót. Ebben az időben írta meg két művét: The Observational Approach to Cosmology (A kozmológia megfigyelési oldala) és The Realm of the Nebulae.